# Taha Derbal
Taha Derbal (en arabe : طه دربال), est un homme politique algérien.
Il est l'actuel Ministre de l'Hydraulique.